# William Ryan (Segler)
William Ryan (* 23. Dezember 1988 in Lake Macquarie City) ist ein australischer Segler.

## Erfolge
William Ryan nahm an den Olympischen Spielen 2016 in Rio de Janeiro mit Mathew Belcher in der 470er Jolle teil. Sie belegten nach Abschluss der Regatta hinter den Kroaten Šime Fantela und Igor Marenić den zweiten Platz. Zwar hatten die Griechen Panagiotis Mantis und Pavlos Kagialis ebenso wie Ryan und Belcher 58 Gesamtpunkte erzielt, im medal race kamen sie jedoch vor Mantis und Kagialis als Neunte ins Ziel und sicherten sich so die Silbermedaille. Fünf Jahre später gelangen Ryan und Belcher bei den 2021 ausgetragenen Olympischen Spielen 2020 in Tokio schließlich der Olympiasieg. Mit nur 23 Gesamtpunkten gewannen sie ihre Konkurrenz in der 470er Jolle vor den Schweden Anton Dahlberg und Fredrik Bergström sowie Jordi Xammar und Nicolás Rodríguez aus Spanien.
Bei Weltmeisterschaften gewann er insgesamt sechs Medaillen mit Mathew Belcher, davon fünfmal die Goldmedaille. In den Jahren 2013 bis 2015 sowie 2017 und 2019 wurden sie Weltmeister, 2016 gewannen sie Bronze.